# Несалце
Несалце је насеље у Србији у општини Бујановац у Пчињском округу. Према попису из 2022. било је 1002 становника.

## Демографија
У насељу Несалце живи 737 пунолетних становника, а просечна старост становништва износи 29,4 година (28,3 код мушкараца и 30,4 код жена). У насељу има 207 домаћинстава, а просечан број чланова по домаћинству је 5,81.
Ово насеље је великим делом насељено Албанцима (према попису из 2002. године), а у последња три пописа, примећен је пад у броју становника.
|  |

| Демографија | Демографија | Демографија |
| Година      | Становника  | Становника  |
| ----------- | ----------- | ----------- |
| 1948.       | 884         |             |
| 1953.       | 981         |             |
| 1961.       | 1.081       |             |
| 1971.       | 1.182       |             |
| 1981.       | 1.294       |             |
| 1991.       | 1.224       | 1.123       |
| 2002.       | 1.203       | 1.831       |
| 2022.       | 1.002       |             |

| Етнички састав према попису из 2002.‍ | Етнички састав према попису из 2002.‍ | Етнички састав према попису из 2002.‍ | Етнички састав према попису из 2002.‍ | Етнички састав према попису из 2002.‍ |
| ------------------------------------ | ------------------------------------ | ------------------------------------ | ------------------------------------ | ------------------------------------ |
|                                      |                                      |                                      |                                      |                                      |
| Албанци                              | Албанци                              |                                      | 1.194                                | 99,25%                               |
| непознато                            | непознато                            |                                      | 4                                    | 0,33%                                |

| Година пописа     | 1948. | 1953. | 1961. | 1971. | 1981. | 1991. | 2002. |
| ----------------- | ----- | ----- | ----- | ----- | ----- | ----- | ----- |
| Број домаћинстава | 143   | 151   | 170   | 169   | 194   | 193   | 207   |

| Број чланова      | 1 | 2  | 3 | 4  | 5  | 6  | 7  | 8  | 9 | 10 и више | Просек |
| ----------------- | - | -- | - | -- | -- | -- | -- | -- | - | --------- | ------ |
| Број домаћинстава | 9 | 11 | 9 | 24 | 48 | 36 | 35 | 12 | 6 | 17        | 5,81   |

| Пол    | Укупно | Неожењен/Неудата | Ожењен/Удата | Удовац/Удовица | Разведен/Разведена | Непознато |
| ------ | ------ | ---------------- | ------------ | -------------- | ------------------ | --------- |
| Мушки  | 379    | 114              | 251          | 13             | 1                  | 0         |
| Женски | 436    | 114              | 273          | 48             | 1                  | 0         |
| УКУПНО | 815    | 228              | 524          | 61             | 2                  | 0         |

| Пол    | Укупно                    | Пољопривреда, лов и шумарство | Рибарство                            | Вађење руде и камена | Прерађивачка индустрија       |
| ------ | ------------------------- | ----------------------------- | ------------------------------------ | -------------------- | ----------------------------- |
| Мушки  | 87                        | 36                            | 0                                    | 0                    | 11                            |
| Женски | 40                        | 37                            | 0                                    | 0                    | 0                             |
| УКУПНО | 127                       | 73                            | 0                                    | 0                    | 11                            |
| Пол    | Производња и снабдевање   | Грађевинарство                | Трговина                             | Хотели и ресторани   | Саобраћај, складиштење и везе |
| Мушки  | 0                         | 0                             | 3                                    | 0                    | 4                             |
| Женски | 0                         | 0                             | 0                                    | 0                    | 0                             |
| УКУПНО | 0                         | 0                             | 3                                    | 0                    | 4                             |
| Пол    | Финансијско посредовање   | Некретнине                    | Државна управа и одбрана             | Образовање           | Здравствени и социјални рад   |
| Мушки  | 0                         | 0                             | 7                                    | 17                   | 3                             |
| Женски | 0                         | 0                             | 0                                    | 1                    | 2                             |
| УКУПНО | 0                         | 0                             | 7                                    | 18                   | 5                             |
| Пол    | Остале услужне активности | Приватна домаћинства          | Екстериторијалне организације и тела | Непознато            | Непознато                     |
| Мушки  | 0                         | 0                             | 0                                    | 6                    | 6                             |
| Женски | 0                         | 0                             | 0                                    | 0                    | 0                             |
| УКУПНО | 0                         | 0                             | 0                                    | 6                    | 6                             |